# Pavel Núñez
Pavel Elías Núñez Ramírez (* 2. März 1979 in Santo Domingo) ist ein dominikanischer Sänger und Komponist.
Núñez arbeitete zu Beginn seiner musikalischen Laufbahn mit verschiedenen dominikanischen Gruppen, für die er auch komponierte. Mit einer Reihe von sonnabendlichen Auftritten in der Casa de Teatro wurde er einem größeren Publikum bekannt und erhielt 2001 einen Exklusivvertrag beim Label RCC Records. Er nahm sein erstes Album Paso a Paso auf und trat daneben mit anderen Musikern auf, u. a. in New York mit Danny Rivera. Anfang 2002 arbeitete er mit Alejandro Sanz, Carlos Varela und Fito Páez zusammen und unternahm seine erste von fünf Tourneen durch die Universitäten der Dominikanischen Republik. Die weiteren folgten 2003, 2005, 2006 und 2007. 
Núñez’ zweites Album, De Vuelta a Casa, Disco, war die Liveaufnahme eines Konzertes in der Casa de Teatro. Es folgten Atlantis mit Duoaufnahmen mit Milly Quezada, Danny Rivera und Gilberto Santa Rosa, Antología de un Principiante und El tiempo de Viento. Als Komponist arbeitete Núñez u. a. für Milly Quezada und Gilberto Santarosa. In den Jahren 2004, 2006 und 2007 wurde er mit einem Premio Casandra als Künstler des Jahres ausgezeichnet. Sein Album Atlantis wurde für einen Latin Grammy nominiert.